# Ohma-D'un
Ohma-D'un es una luna ficticia del universo de la Guerra de las Galaxias.
Ohma-D'un es una de las tres lunas del planeta Naboo. Su terreno es pantanoso, por lo que es conocida como la "Luna de Agua". Poco después de la batalla de Naboo fue colonizada por gungans, que fundaron allí la ciudad Nuevo Otoh Gunga. También se establecieron en ella humanos, edificando minas de especias.
Durante las Guerras Clon la Jedi Oscura Asajj Ventress y el comandante Durge la conquistaron, asesinando a casi todos los gungans con un virus y tomando como prisioneros a los supervivientes. Pretendían utilizar el satélite para lanzar un ataque bacteriológico a Naboo.
Los Maestros Jedi Glaive y Obi-Wan Kenobi, y sus respectivos padawans (Zule Xiss y Anakin Skywalker) comandaron a un grupo de soldados clon y a un comando clon de reconocimiento avanzado llamado Alpha-17. Sólo sobrevivieron Kenobi, los padawans y Alpha, pero la amenaza separatista fue expulsada.
- Datos: Q5059733